# خلیج نعمه
خلیج نعمه (به عربی: خلیج نعمة) یک منطقهٔ مسکونی در مصر است که در استان سینای جنوبی واقع شده‌است.